# Westfront 1918
Westfront 1918 is een Duitse oorlogsfilm uit 1930 onder regie van Georg Wilhelm Pabst.

## Verhaal
Enkele Duitse soldaten krijgen verlof tijdens de Eerste Wereldoorlog. Door uit te gaan in een Frans dorp bij het front trachten ze hun problemen te vergeten. Ook tijdens hun verlof laat de oorlog hen echter niet los.

## Rolverdeling
| Acteur              | Personage    |
| ------------------- | ------------ |
| Fritz Kampers       | Beier        |
| Gustav Diessl       | Karl         |
| Hans-Joachim Moebis | Student      |
| Claus Clausen       | Luitenant    |
| Gustav Püttjer      | Hamburger    |
| Jackie Monnier      | Yvette       |
| Hanna Hoessrich     | Karls vrouw  |
| Eise Heller         | Karls moeder |